# جيمس أشلي
جيمس أشلي (بالإنجليزية: James Ashley)‏ هو سياسي بريطاني، ولد في 21 مايو 1940 بمانشستر في المملكة المتحدة، وتوفي في 12 أغسطس 2006 بسبب مرض. حزبياً، نشط في الديمقراطيون الليبراليون.